# 熊谷国雄
熊谷 国雄（くまがい くにお、1935年7月21日 - 2001年2月11日）は、元TBSプロデューサーで日本の翻訳家である。
熊谷によって多数の俳優吹き替えに起用された羽佐間道夫によれば「何でもやらせる主義」だったといい、プロデューサーに恵まれて百戦錬磨になったような気がしたそうである。一方、『刑事スタスキー&ハッチ』などで熊谷と携わった佐藤敏夫によれば「話の分かる人」だったといい、やりづらいプロデューサーではなかったそうである。

## プロデュース作品

### 実写
- ウルトラシリーズ
- キャプテンウルトラ

### テレビアニメ
- ビデオ戦士レザリオン

### 映画番組
- 月曜ロードショー
  - ジャッキー・チェンシリーズ
  - ウエスト・サイド物語
  - 卒業
  - ロッキーシリーズ
  - 猿の惑星シリーズ
  - 007シリーズ
  - ミッドウェイ
  - アウトロー
  - エクソシスト
  - サスペリアシリーズ
  - ピラニア

### 翻訳
- 炎の大捜査線